# Ekkehard Schwartz
Ekkehard Schwartz (* 5. April 1926 in Altenburg; † 7. September 2005 in Eberswalde) war ein deutscher Forstwissenschaftler. Er ist vor allem mit Arbeiten zur Forstgeschichte der DDR hervorgetreten und war einer der herausragenden Forsthistoriker Deutschlands. Alle nach der Wiedervereinigung entstandenen Untersuchungen zur Entwicklung der Waldeigentumsverhältnisse in den neuen Ländern stützten sich auf seine Arbeiten.

## Familie
Ekkehard Schwartz war der Sohn des Juristen, Regierungsrates und stellvertretenden Landrates des Landkreises Altenburg Hugo Schwartz und seiner Ehefrau Maria Magdalena, der Tochter des Gutsbesitzers Alfred Heinke aus Göldschen.
Sein Großvater war der Jurist und fürstlich schwarzburg-rudolstädtische Geheime Regierungsrat Hugo Schwartz, welcher für seine Verdienste vom Großherzog Friedrich Franz IV. von Mecklenburg-Schwerin das Mecklenburgische Komturkreuz des Greifenordens mit Halsband verliehen bekommen hat.
Ekkehard Schwartz stammte aus der alten rudolstädtischen Juristenfamilie Schwartz, deren Mitglieder vornehmlich als Juristen im Dienste der Fürsten von Schwarzburg-Rudolstadt Ämter als Hofrat, Geheimrat, Kammerpräsident und Justizrat ausübten und als Theologen u. a. das Amt des Hofpredigers und Generalsuperintendenten versahen sowie auch als Mediziner, Landtagsabgeordneter und Richter wirkten.
Der Jurist, Regierungsrat und Landrat August Reinbrecht war der Ehemann der Charlotte Reinbrecht, geb. Schwartz, der Schwester seines Vaters.

## Leben und Wirken
Ekkehard Schwartz wurde am 5. April 1926 in Altenburg geboren. Seine Kindheit und Jugend verlebte er jedoch in Meiningen, wo er auch das Gymnasium Bernhardinum besuchte. Seine Schulausbildung konnte er nicht abschließen, da er im Verlauf des Zweiten Weltkriegs schließlich zur Wehrmacht eingezogen wurde. 1945 geriet er in sowjetische Kriegsgefangenschaft, aus der er erst 1950 wieder freikam. In diesem Jahr legte er als Externer auch das Abitur ab. Danach begann er nach einigen Monaten Revierdienst seine berufliche Ausbildung in Berlin und Eberswalde mit dem Studium an der Forstwirtschaftlichen Fakultät der Humboldt-Universität Berlin, das er 1954 als Diplom-Forstwirt abschloss. Bereits in seiner Diplomarbeit behandelte er ein forstgeschichtliches Thema: Das Forsteinrichtungsverfahren Gottlob Königs. Anschließend nahm ihn Albert Richter, der selbst ein anerkannter Forsthistoriker war, in die gerade erst gegründete Abteilung „Forstwirtschaftsgeschichte“ des Instituts für Forstwissenschaften Eberswalde auf. 1957 promovierte Schwartz mit einer Dissertation über Gottlob König zum Dr. rer. silv.
Daneben baute er in der noch jungen Abteilung eine forsthistorische Auskunfts- und Forschungsstelle auf. Wesentlich dank Schwartz entstand so eine umfassende Kartei forsthistorisch bedeutsamer Nachweise von einschlägigen Buch- und Zeitschriftenveröffentlichungen. Auf rund 75.000 Karteikarten ist dabei die Zeit vom 18. Jahrhundert bis 1969 erschlossen – allein der Abschnitt „Bibliographien, Nekrologe“ umfasst 8200 Nachweise. Diese umfangreiche Quellensammlung war die Basis für zahlreiche forsthistorische Forschungsarbeiten, etwa für die Waldflächenveränderungen seit dem 18. Jahrhundert in Thüringen sowie die Geschichte des Gemeineigentums an Wald und die Entwicklung der Waldeigentumsverhältnisse im Osten Deutschlands, vor allem auch nach der Wiedervereinigung mit ihren umfänglichen Neustrukturierungen. Sämtliche zu dieser Thematik nach 1990 verfassten Veröffentlichungen bauen auf den Arbeitsergebnissen von Schwartz auf.
Neben verschiedenen forstlichen Biographien unter anderem über Hans Dietrich von Zanthier schrieb Schwartz auch an einer als Habilitationsschrift angelegten Studie zur Entwicklung der sozialen Lage der Waldarbeiter in Deutschland von der Mitte des 19. Jahrhunderts bis zur Gegenwart. Daneben erarbeitete er forst- und jagdgeschichtliche Zeitschriftenbeiträge, betreute Dissertationen und Habilitationen. Doch 1969 kam es zu einem Bruch in der Aufarbeitung der Forstgeschichte in der DDR, als auf Veranlassung der SED-Führung alle forsthistorischen Arbeiten in Eberswalde abrupt abgebrochen und die Abteilung „Forstwirtschaftsgeschichte“ aufgelöst werden musste. Auch Schwartz’ eigenes Habilitationsverfahren war nicht mehr erwünscht und dessen Abschluss wurde durch Einflussnahme der Parteioberen verhindert. Schwartz blieb jedoch in Eberswalde und wechselte als wissenschaftlicher Mitarbeiter in die Abteilung „Information/Dokumentation“ des Instituts für Forstwissenschaften, wo er ab 1974 auch stellvertretender Abteilungsleiter war. Auch in dieser neuen Funktion veröffentlichte er weiter forstgeschichtliche Arbeiten, darunter Die Forstwirtschaft der DDR (1984).
Auch nach dem offiziellen Eintritt in den Ruhestand 1991, er war zuletzt stellvertretender Leiter der Abteilung Information der Forschungsanstalt für Forst- und Holzwirtschaft Eberswalde, blieb Schwartz publizistisch und lehrend rege – und erlebte eine Renaissance. Denn viele seiner Schriften konnten nun nach der Wende ungehindert veröffentlicht werden – so nahm die Fakultät Forst-, Geo- und Hydrowissenschaften der Technischen Universität Dresden 1992 auch seine 1969 gestoppte Habilitationsschrift an. An der neu gegründeten Fachhochschule Eberswalde wurde Schwartz 1993 zudem Lehrbeauftragter für Forstgeschichte sowie Jagdgeschichte und Brauchtum. Noch im Alter von 78 Jahren hielt er 2004 die Forstgeschichtsvorlesungen.
Zusammen mit Rolf Zundel brachte Schwartz 1996 das Standardwerk 50 Jahre Forstpolitik in Deutschland (1945 – 1994) heraus und arbeitete in das Standardwerk von Karl Hasel, Forstgeschichte – ein Grundriss für Studium und Praxis, die Erkenntnisse der forstgeschichtlichen Forschung der vormaligen DDR ein. Die Neuauflage erschien 2002. Wichtig war neben Biographien über Wichard Graf von Wilamowitz-Moellendorff (1996) und erneut Gottlob König (1999) vor allem die Studie In Verantwortung für den Wald – die Geschichte der Forstwirtschaft in der sowjetischen Besatzungszone und der DDR (1998), an der Schwartz maßgeblich mitwirkte. Sein letztes Werk war Wegbereiter nachhaltiger Waldwirtschaft in Thüringen (2005). Daneben gehörte Schwartz auch zu den Autoren der Schriftenreihe Neue Deutsche Biographie (NDB). Insgesamt umfasst die Bibliographie des herausragenden forstgeschichtlichen Forschers mehr als 15 Bücher und 300 sonstige Veröffentlichungen.
Ekkehard Schwartz starb überraschend am 7. September 2005 in Eberswalde.

## Auszeichnungen
- Lorenz-Wappes-Preis 2005 des Deutschen Forstvereins – postum, da Schwartz kurz vor der am 21. September 2005 in Weimar angesetzten Preisüberreichung verstorben war

## Schriften (Auswahl)
- Gottlob König. Sein Lebenswerk als Beitrag zur Forstwirtschaftsgeschichte, Dissertation, Berlin 1957
- Auf den Spuren des Oberforst- und Jägermeisters Hans Dietrich von Zanthier, Eberswalde 1967 (2., erweiterte Auflage, Remagen-Oberwinter 2004, ISBN 3-935638-43-4)
- Zum 200. Geburtstag Wilhelm Pfeils, Eberswalde 1983
- Die Forstwirtschaft der DDR, Berlin 1983
- 120 Jahre forstliches Versuchswesen in Eberswalde, Eberswalde 1990
- zusammen mit Klaus Höppner und Siegfried Wenske: 120 Jahre Forstverein in Brandenburg. 1873 – 1993, Potsdam 1993
- Prof. Dr. Dr. e.h. Alfred Dengler (1874 – 1944). Zum 50. Todestag, Eberswalde 1994
- zusammen mit Rolf Zundel: 50 Jahre Forstpolitik in Deutschland (1945 – 1994), Münster 1996, ISBN 3-7843-2771-0
- Wichard Graf von Wilamowitz-Moellendorff – ein Privatwaldbesitzer als Pionier des Anbaus fremdländischer Baumarten, Berlin 1996
- Die Entwicklung der Waldeigentumsverhältnisse zwischen 1945 und 1990 in den neuen Bundesländern, Eberswalde 1996
- Arbeits- und Lebensbedingungen der Waldarbeiter im 19. und zu Beginn des 20. Jahrhunderts in Deutschland. Habilitationsschrift. Groß-Umstadt 1998
- zusammen mit Horst Mildner: Waldumbau in der Schorfheide. Zum Andenken an Oberlandforstmeister Dr. phil. Erhard Hausendorff, Eberswalde 1998, ISBN 3-933352-06-1
- als Mitautor: In Verantwortung für den Wald – die Geschichte der Forstwirtschaft in der sowjetischen Besatzungszone und der DDR, Berlin 1998, ISBN 3-933352-00-2
- Gottlob König – ein Leben für Wald und Landschaft (Reihe Lebensbilder bedeutender thüringischer Forstleute), Erfurt 1999, ISBN 3-933956-02-1
- als Mitautor: Adam Schwappach. Ein Forstwissenschaftler und sein Erbe, Hanstedt 2001, ISBN 3-927848-33-6
- als Mitautor: Die Jagd in der DDR, Hanstedt 2001
- zusammen mit Karl Hasel: Forstgeschichte – ein Grundriss für Studium und Praxis, 2., aktualisierte Auflage, Remagen 2002, ISBN 3-935638-26-4
- Wegbereiter nachhaltiger Waldwirtschaft in Thüringen, Remagen 2005, ISBN 3-935638-71-X